# Малое Яковлево
Малое Яковлево — деревня в Кимрском районе Тверской области. Входит в состав Центрального сельского поселения.

## География
Находится в юго-восточной части Тверской области на расстоянии приблизительно 8 км на запад от районного центра города Кимры на левом берегу речки Кимрка.

## История
В 1859 году здесь (деревня Корчевского уезда Тверской губернии) было учтено 12 дворов.

## Население
Численность населения: 80 человек (1859 год), 2 (русские 100 %) в 2002 году, 1 в 2010.